# مهرجان لفيف موتسارت

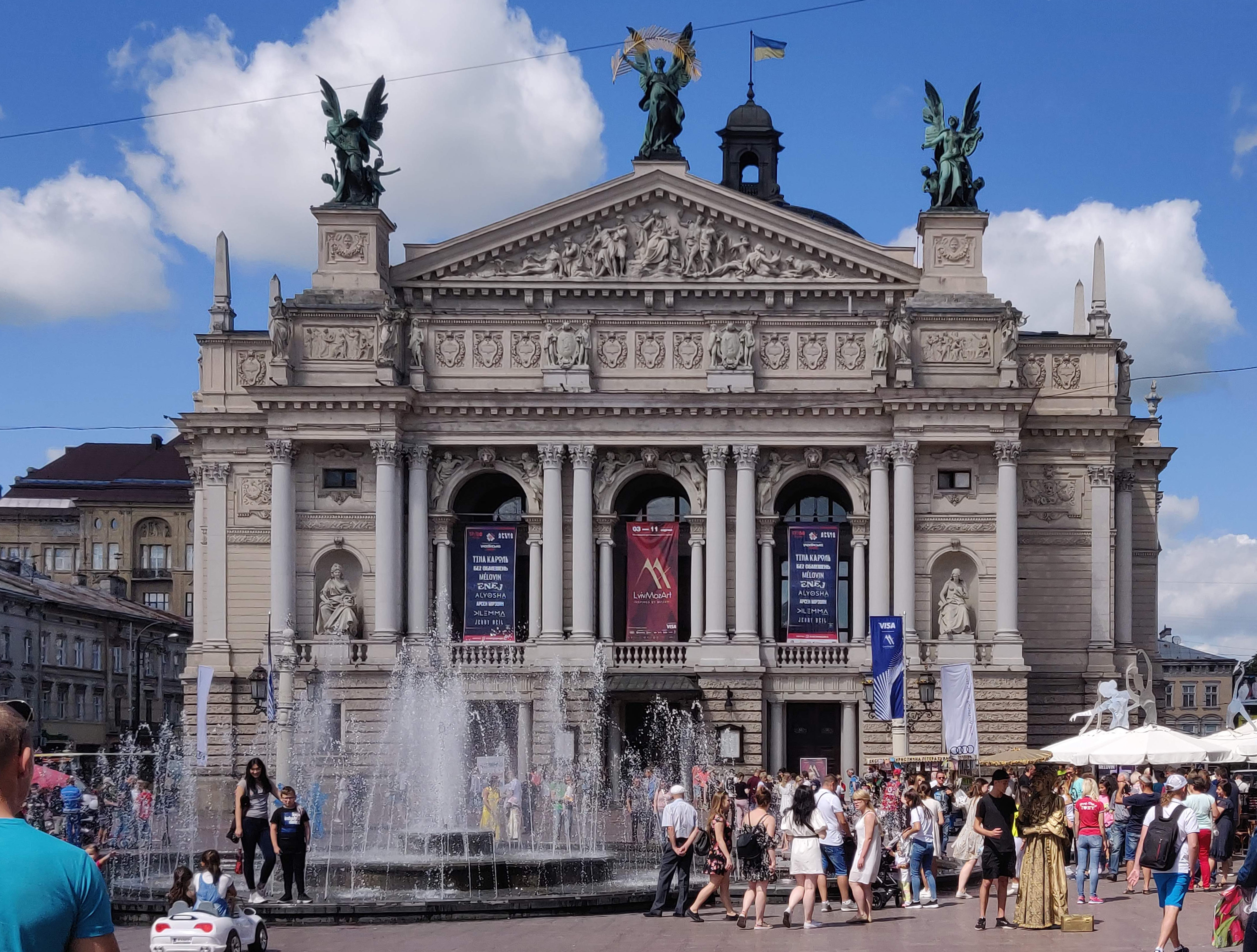
الأكاديمية الوطنية في لفيف بأوكرانيا

لفيف موتسارت، مهرجان دولي للموسيقى الكلاسيكية يقام منذ العام 2017 في مدينة لفيف في أوكرانيا.تكريما لفرانتس موتسارت [الإنجليزية]، نجل فولفغانغ أماديوس موتسارت، الذي عاش في المدينة في الأعوام 1808-1838.

## المهرجان
أسست المهرجان وتديره قائدة الأوركسترا الأوكرانية أوكسانا لينيف [الإنجليزية]. , وقد أقيم المهرجان لأول مرة في العام 2017 حيث عرضت بعض أعمال موتسارت الابن على أيدي عازف البيانو الألماني غاري تال، والأختين هاندلر، وغيرهم.
وقد توسع المهرجان في العام التالي، 2018، حيث عرضت أعمال الملحن المعاصر، ابن لفيف، بوغدان سيغين [الإنجليزية] لأول مرة في أوكرانيا، كما أجري في أحد مواقع المهرجان، قلعة سفيرتش [الإنجليزية]، أول إنتاج إخراجي كامل لأوبرا الملحن الروسي/الأوكراني دميترو بورتنيانسكي «الكيد»، التي كانت تعتبر مفقودة حتى وقت قريب. كما اختتم المهرجان بحفل موسيقي عزفت فيه لأول مرة في أوكرانيا آلة الكمان التي كان يملكها فولفغانج موتسارت، وهي آلة صنعت عام 1764، وهي ضمن مقتنيات جامعة موتسارتيوم سالزبورغ النمساوية، التي تحتفظ بأكبر مجموعة في العالم من متعلقات عائلة موتسارت.
في عام 2019 كرّس المهرجان لأعمال موتسارت الابن، وفي حفلة موسيقية بعنوان «موتسارت، وصلة ثلاثة أجيال» عرضت أعمال على الكمان لكل من الممثلين الثلاثة لهذه العائلة الموسيقية (ليوبولد، وفولفغانغ أماديوس، وفرانتس موزارت)، وقد أفتتح هذا المهرجان بالقرب من الكنيس اليهودي المدمر في بلدة برودي.
منعت ظروف وباء فيروس كورونا 19 إقامة المهرجان كما كان مقررا في سبتمبر 2020، وعاد المهرجان في عام 2021 في الذكرى الـ 230 لفرانز موزارت، حيث كشف في ميدان مالانيوك في لفيف عن تمثال فني له من صنع النحات الفييناوي سيباستيان شفايكر، وقد خصص المحلن بوغدان سيغين احتفالية «لحن جنائزي تكريما لموتسارت لفيف»، وقد نشرت في نفس العام سيرة حياة فرانتس موتسارت في كتاب ضم رسائل ومذكرات سفر، وشمل المهرجان أيضا معرض «موتسارت ولفيف، التاريخ والحاضر» الذي عرضت فيه اكتشافات أرشيفية فريدة وطباعة حجرية وإصدارات موسيقية من زمن موتسارت، بالإضافة إلى أعمال موسيقية وفنية معاصرة مخصصة له.
كما أقيمت ضمن فعاليات المهرجان فعاليات «سفينة أوكرانيا: 10 قرون من الموسيقى الأوكرانية»، التي عرضت لاحقا في مهرجان مستقل في كييف.

## وصلة خارجية
- الصفحة الرسمية للمهرجان الدولي للموسيقى الكلاسيكية "LvivMozArt"